# Luís Carlos Prestes
Luís Carlos Prestes (ur. 3 stycznia 1898 w Porto Alegre, zm. 7 marca 1990 w Rio de Janeiro) – działacz brazylijskiego i meksykańskiego ruchu komunistycznego.

## Życiorys
W 1920 ukończył Szkołę Wojskową Realengo i został porucznikiem w oddziale saperskim. W 1924 wraz z dowodzonym przez siebie batalionem kolejowym opowiedział się po stronie demokratycznego powstania, stając na czele młodych oficerów walczących z rządem federalnym; po upadku innych ośrodków powstańczych przemaszerował 26000 km z południa na północ Brazylii od 29 października 1924 do 31 stycznia 1927, odpierając wiele ataków wojsk rządowych. W latach 1927–1931 przebywał na emigracji w Argentynie i Meksyku, 1930 wstąpił do Brazylijskiej Partii Komunistycznej, 1931-1935 przebywał w ZSRR. W 1935 potajemnie wrócił do Brazylii i został jednym z przywódców powstania przeciwko dyktaturze Vargasa w Recife i Natalu, 1936 został schwytany i uwięziony. W 1943 został zaocznie wybrany członkiem KC i sekretarzem generalnym Brazylijskiej Partii Komunistycznej, a 1960 został przewodniczącym Krajowego Kierownictwa tej partii. Po amnestii i wyjściu na wolność w 1945 podjął działalność polityczną, po delegalizacji BPK w 1947 działał w podziemiu. Po XX Zjeździe KPZR w 1956 sprzeciwił się destalinizacji BPK, 1958 za prezydentury Kubitschka wrócił do legalnej działalności politycznej, a po zamachu stanu Castello Branco próbował utworzyć wspólny front opozycji przeciwko rządzącej juncie wojskowej, jednocześnie sprzeciwiając się podjęciu walki zbrojnej z rządem. W latach 1972–1979 ponownie przebywał w ZSRR, 1980 został usunięty z funkcji sekretarza generalnego BPK jako stalinista, a 1984 usunięty z partii, następnie zajął się publicystyką.
Jego żoną była niemiecka komunistka Olga Benario-Prestes (1908–1942). Z ich związku narodziła się córka, Anita Leocádia Prestes (ur. 1936).